# Thiès
Thiès (wolof: Cees) – miasto w zachodnim Senegalu, około 70 km na wschód od Dakaru. Ośrodek administracyjny regionu Thiès. Około 311 tys. mieszkańców. Miasto słynie z wyrobu gobelinów, jest też regionalnym centrum handlu zwierzętami hodowlanymi. Drugie co do wielkości miasto kraju.
Thies położone jest na skrzyżowaniu linii kolejowych łączących Dakar z Saint Louis na północy kraju oraz Bamako w sąsiednim Mali. Linia z Dakaru do Saint Louis jest jednak rzadko wykorzystywana. Niewielkie muzeum działające w Thiès ukazuje historię kolejnictwa w Senegalu.

## Miasta partnerskie
- Caen, Francja
- Susa, Tunezja
- Solingen, Niemcy